# غوشنة أناضولية
غوشنة أناضولية (الاسم العلمي: Morchella anatolica) هي نوع من الفطريات يتبع جنس الغوشنة من الفصيلة الغوشنية.